# Merlebleu de l'Est
Sialia sialis
Espèce
Statut de conservation UICN

 LC  : Préoccupation mineure
Le Merlebleu de l'Est (Sialia sialis) est une espèce de passereaux appartenant à la famille des Turdidae, mesurant de 16,5 à 19 cm. Il vit en Amérique du Nord et en Amérique centrale.
Le Merlebleu de l'Est était devenu très rare pour deux raisons principales : la perte de sites de nidification et la compétition qu'il a dû livrer au moineau et à l'étourneau. Depuis les années 1980, grâce à l'installation de nichoirs, il est revenu progressivement.
On peut l'apercevoir tôt au printemps, à la mi-mars ou au début avril. On le voit souvent posé sur un piquet de clôture. Les mâles arrivent quelques jours avant les femelles. Ils prennent possession d'un territoire et tentent d'y attirer une femelle. L'espèce est généralement monogame.

## Taxonomie
Le Merlebleu de l'Est a été formellement décrit par le naturaliste suédois Charles Linné en 1758 dans la dixième édition de son Systema Naturae sous le nom binomial Motacilla sialis. La localité type (l'endroit où a été trouvé le spécimen de référence appelé type d'une espèce) est la Caroline du Sud. Linné fonda sa courte description en latin sur les descriptions antérieures plus détaillées faites par les naturalistes anglais Mark Catesby et George Edwards. Le Merlebleu de l'Est est maintenant placé dans le genre Sialia introduit par le naturaliste anglais William Swainson en 1827 et sert d'espèce type à celui-ci.
Sept sous-espèces ont été identifiées :
- S. s. sialis (Linné, 1758) – sud et sud-est du Canada, est et centre des États-Unis et nord-est du Mexique ;
- S. s. bermudensis (Alpheus Hyatt Verrill, 1901) – Bermudes ;
- S. s. nidificans (Allan Robert Phillips, 1991) – centre-est du Mexique ;
- S. s. fulva (William Brewster, 1885) – des montagnes du sud-est de l'Arizona en passant par le centre du Mexique jusqu'à l'État mexicain du Guerrero[7] ;
- S. s. guatemalae (Robert Ridgway, 1882) – Chiapas (Mexique) et Guatemala ;
- S. s. meridionalis (Donald Ryder Dickey & Adriaan Joseph Van Rossem, 1930) – nord du Salvador, ouest et centre du Honduras et nord du Nicaragua ;
- S. s. caribaea (Howell, TR, 1965) – est du Honduras et nord-est du Nicaragua.

## Description
Chez le mâle, on retrouve la couleur bleu azuré à la tête, au dos, aux ailes et à la queue. Sa gorge et sa poitrine sont de couleur rouge brique. Son ventre et ses sous-caudales sont blancs. Son bec est noir et pointu.
Il est un des préférés des amateurs d'oiseaux à cause de ses teintes bleu azur et rouge brique.
Chez la femelle, les couleurs sont moins prononcées, le bleu est plus terne et l'orangé de sa poitrine est plus pâle.
Par contre, chez le jeune, le dos est bleu pâle, mais ses ailes et sa queue peuvent se colorer d'un bleu intense comme les adultes.

## Identification sur le terrain
On différencie ce merle des autres espèces de l'Est des États-Unis par ses parties supérieures bleu vif, qui tranchent avec la poitrine brun rougeâtre. Le plumage du Geai bleu et du Passerin indigo possède aussi une grande proportion de bleu, mais le Geai bleu est plus gros et le Passerin indigo est plus petit.

## Habitat
Les endroits fréquentés par le Merlebleu de l'Est sont les terres agricoles, les prairies, les bois clairs et les vergers. On peut le voir perché sur des fils, des piquets de clôture ou des arbustes.

## Chant
Différents sons sont émis par le mâle et la femelle. Il y a des sifflements mélodieux et doux, au moment où ils se font la cour ou quand un observateur les dérange en s'approchant trop près.
Au moment du vol, pour rester en contact, et quand ils approchent du nid avec de la nourriture, ce sera un sifflement mélodieux et grave.
Si la nichée est menacée, ce sera un cri sec et bref.

## Alimentation
Selon les saisons, le régime des merlebleus de l'Est est très différent. Pendant les mois d'été, ils consomment surtout des coléoptères, des criquets, des chenilles, des sauterelles et d'autres insectes. Aux États-Unis, une enquête récente basée sur un large échantillon de 855 oiseaux a démontré que, pendant cette période, leur menu était constitué de 68% d'insectes. Pendant l'automne et la saison hivernale, lorsque les insectes sont plus rares, les merlebleus de l'Est ingurgitent des fruits et des matières végétales tels que les mûres, du chèvrefeuille, du cornouiller, des fruits du cèdre rouge et des raisins sauvages. Les merlebleus de l'Est se désaltèrent dans les réservoirs, les cours d'eau et les mares. Ils préfèrent les eaux agitées aux mares stagnantes. 
Une étude réalisée au Michigan (1977) a montré que les merlebleus s'alimentaient dans des secteurs dont la superficie s'échelonnait de 4,5 ha à près de 40 ha. Toujours selon cette étude, la tactique d'alimentation la plus fréquemment employée consistait à repérer des proies au sol à partir d'un perchoir approprié et à les saisir après un bref plongeon au sol.

## Comportement
Les merlesbleus de l'Est sont très grégaires. À certains moments, ils se regroupent en larges bandes qui peuvent atteindre 100 individus ou plus.
Pendant la saison de reproduction, ils défendent un territoire dont le centre est constitué par le nid. En hiver, ils maintiennent également un territoire duquel ils tirent la plupart de leurs ressources. Au début de la période de nidification, le mâle parade devant la cavité. Il apporte des matériaux jusqu'à l'entrée, entre, puis sort et fait onduler ses ailes tandis qu'il se pose au-dessus de l'orifice pour aguicher la femelle. C'est sa seule contribution à la construction du nid. Les merlebleus de l'Est chassent à partir d'un perchoir et ils se laissent tomber à terre pour capturer leur proie. Ils recueillent également de la nourriture en chassant dans les airs à la manière des gobemouches ou en glanant dans les feuillages. 

## Nidification

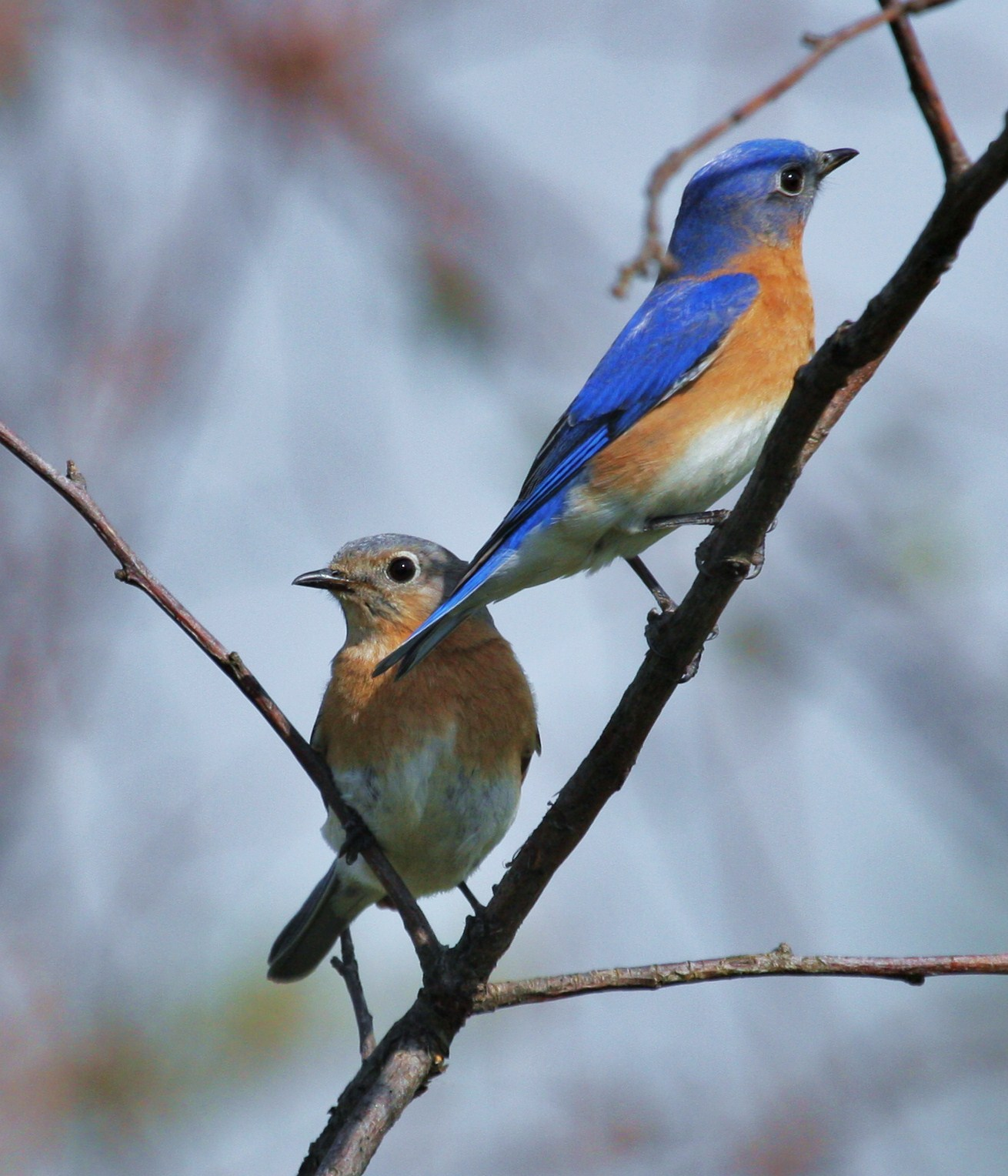
Couple de Sialia sialis dans le Michigan, États-Unis

Les activités qui précèdent la nidification proprement dite, par exemple la parade nuptiale et la copulation, ont lieu à proximité de la cavité où seront déposés les œufs.
C'est la femelle seule qui construit le nid et qui assure la couvaison. Pour son nid, elle peut utiliser une cavité naturelle ou un nichoir artificiel, qu'elle garnit de brins d'herbes, de feuilles, de brindilles de plumes et de poils. Le site peut être un trou dans un piquet de clôture, de poteau ou d'arbre et à une hauteur approximative de 1 à 9 m du sol.
Elle pond de quatre à cinq œufs, qui sont de couleur bleu pâle, qu'elle couvre de 17 à 18 jours. À la suite de leur premier envol, durant 18 à 24 jours, les adultes continuent à nourrir les petits.

## Distribution géographique

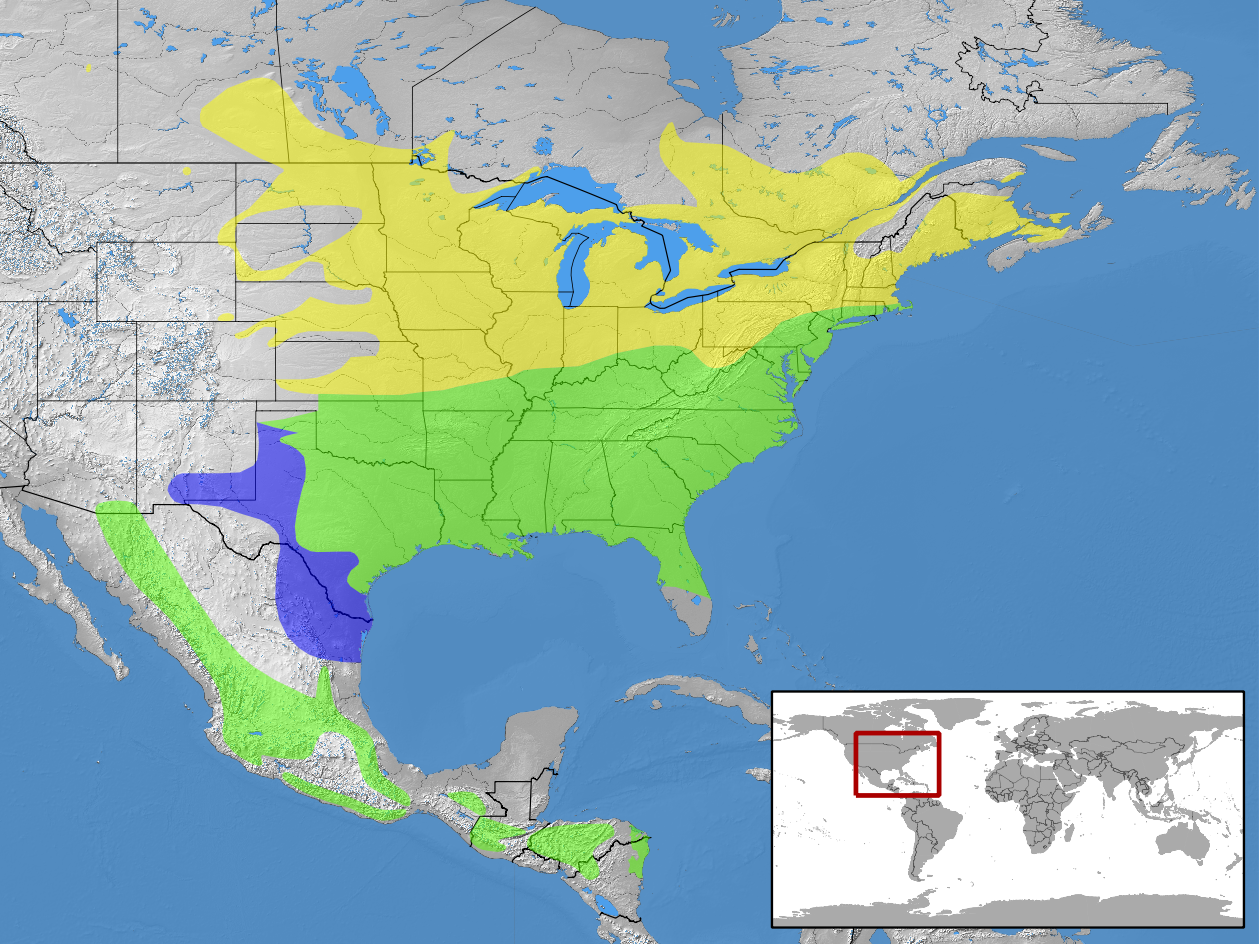
Répartition du Merlebleu de l'Ouest
Jaune : zones de présence estivale (reproduction)
Bleu : zones de présence hivernale
Vert : zones de présence continue (résident annuel)

On le trouve à l'est des Rocheuses, dans les parties méridionales du Centre et de l'Est du Canada du Saskatchewan à la Nouvelle-Écosse, aux États-Unis des deux Dakota et du centre du Texas jusqu'à la côte Est hormis dans le sud de la Floride, dans le sud-est de l'Arizona, dans certaines régions du Mexique, au Guatemala, au Honduras, au Nicaragua et dans les îles Bermudes. Il a quelquefois (rarement) été observé passant l'hiver dans l'ouest de Cuba.
Le Merlebleu niche dans le sud du Québec: Blue Sea Lake, Montréal, Québec, Portneuf, lac Trois-Saumons, Rivière-du-Loup, Rimouski (St-Anaclet), Godbout, Austin (Estrie), Knowlton (Estrie). Il niche peut-être aussi à Senneterre, à Saint-Félicien, Lotbinière, à Tadoussac et en Gaspésie. Depuis quelques années ils reviennent chaque année à Cap-à-l'Aigle (Charlevoix).

## Culture populaire
Le merlebleu de l'Est est mentionné dans plusieurs chansons américaines, comme Over the Rainbow dans Le magicien d'Oz.

## Sources
- Les oiseaux familiers du Québec par Suzanne Brûlotte, Collection familles d'oiseaux, Édition Broquet
- Les oiseaux du Québec par Suzanne Brûlotte, Guide d'identification, Édition Broquet, 2000
- Les oiseaux du Québec par Suzanne Brûlotte, Guide d'identification, Édition Broquet, 2006
- Encyclopédie des oiseaux du Québec, par W. Earl Godfrey
- Les Oiseaux nicheurs du Québec, par Jean Gauthier et Yves Aubry